# Pridvorica (Czarnogóra)
Pridvorica (cyr. Придворица) – wieś w Czarnogórze, w gminie Šavnik. W 2011 roku liczyła 10 mieszkańców.